# کاکلی‌شکم‌سانان
کاکلی‌شکم‌سانان (نام علمی: Lophogastrida) نام یک راسته از فراراستهُ میگوهای کیسه‌دار است.